# Denzlingen
Denzlingen este o localitate în districtul Emmendingen, landul Baden-Württemberg, Germania.